# Myiomyrmica fenestrata
Myiomyrmica fenestrata är en tvåvingeart som först beskrevs av Daniel William Coquillett 1900.  Myiomyrmica fenestrata ingår i släktet Myiomyrmica och familjen fläckflugor. Inga underarter finns listade i Catalogue of Life.